# Kamratskap
Kamratskap är en tysk-fransk film från 1931 i regi av Georg Wilhelm Pabst. Filmen bygger på verkliga händelser 1906 vid gruvolyckan i Courrières, men utspelas kort efter första världskriget vid en gruva i gränstrakterna vid Frankrike och Tyskland. Filmen som handlar om ett antal tyska gruvarbetare som beslutar sig för att hjälpa några instängda franska gruvarbetare är gjord som ett argument för internationalism och pacifism. Den hade svensk premiär i februari 1932 och recenserades då som "det märkligaste och förnämsta filmverket sedan ljudfilmens genombrott".

## Rollista
- Alexander Granach - Kasper
- Fritz Kampers - Wilderer
- Ernst Busch - Wittkopp
- Elisabeth Wendt - Anna Wittkopp
- Gustav Püttjer - kaplanen
- Oskar Höcker - gruvfogde
- Daniel Mendaille - Jean Leclerc
- Georges Charlia - Emile
- Héléna Manson - Rose
- Willem Holsboer - gruvingenjör
- Gerhard Bienert - gendarm
- Friedrich Gnaß - Fritz